# Yahoo! Music
Yahoo! Music – portal internetowy poświęcony w pełni muzyce, będący częścią Yahoo!, złożony m.in. z: radia internetowego, aktualnych wiadomości, teledysków oraz informacji na temat artystów.

## Historia
Początki Yahoo! Music sięgają LAUNCH – strony internetowej oraz magazynu, wydawanego przez spółkę medialną LAUNCH Media, nabytą w 2001 roku przez Yahoo! za 12 milionów dolarów. Nazwa LAUNCH została wtedy zmieniona na Yahoo! Music, a następnie skrócona do Y! Music w lutym 2005 roku. Należące do LAUNCH radio internetowe LAUNCHcast, wideoklipy oraz biografie muzyków zostały zintegrowane z Yahoo! Music.
W marcu 2007 roku Yahoo! Music była najpopularniejszą muzyczną stroną internetową na świecie.

## Nowa wersja
Od czerwca 2008 roku stara strona Yahoo! Music jest nieaktywna i przenosi użytkownika na swoją nową wersję new.music.yahoo.com.

## Produkty
Yahoo! Music oferuje wiele produktów, wśród których są m.in.:
- radia internetowe LAUNCHcast i LAUNCHcast Plus
- darmowy odtwarzacz multimedialny Yahoo! Music Jukebox
- Yahoo! Music Unlimited
- Live Sets – koncerty różnych artystów
- Who’s Next – użytkownicy głosują na początkujących artystów
- Pepsi Smash on Yahoo! Music – wywiady wideo i zapisy występów na żywo
- profile artystów, teledyski i teksty piosenek
- oficjalne reportaże na temat nagród Grammy

## Kluczowe daty
- W 2001 roku Yahoo! nabywa za 12 milionów dolarów LAUNCH Media.
- 14 września 2004 roku Yahoo! nabywa Musicmatch, Inc., twórcę odtwarzacza multimedialnego Musicmatch Jukebox.
- W 2005 roku Yahoo! Music udostępnia Yahoo! Music Unlimited – pierwszy muzyczny serwis internetowy, który za miesięczną opłatą w wysokości 5 dolarów udostępniał nieograniczoną liczbę piosenek do ściągnięcia.
- W 2008 zarząd Yahoo! ogłosił, iż Yahoo! Music Unlimited zostanie wcielony do Rhapsody[2]. Połączenie to skompletowane zostało 30 września 2008 roku, wraz z zamknięciem Yahoo! Music Unlimited.